# مايك يوهانسن

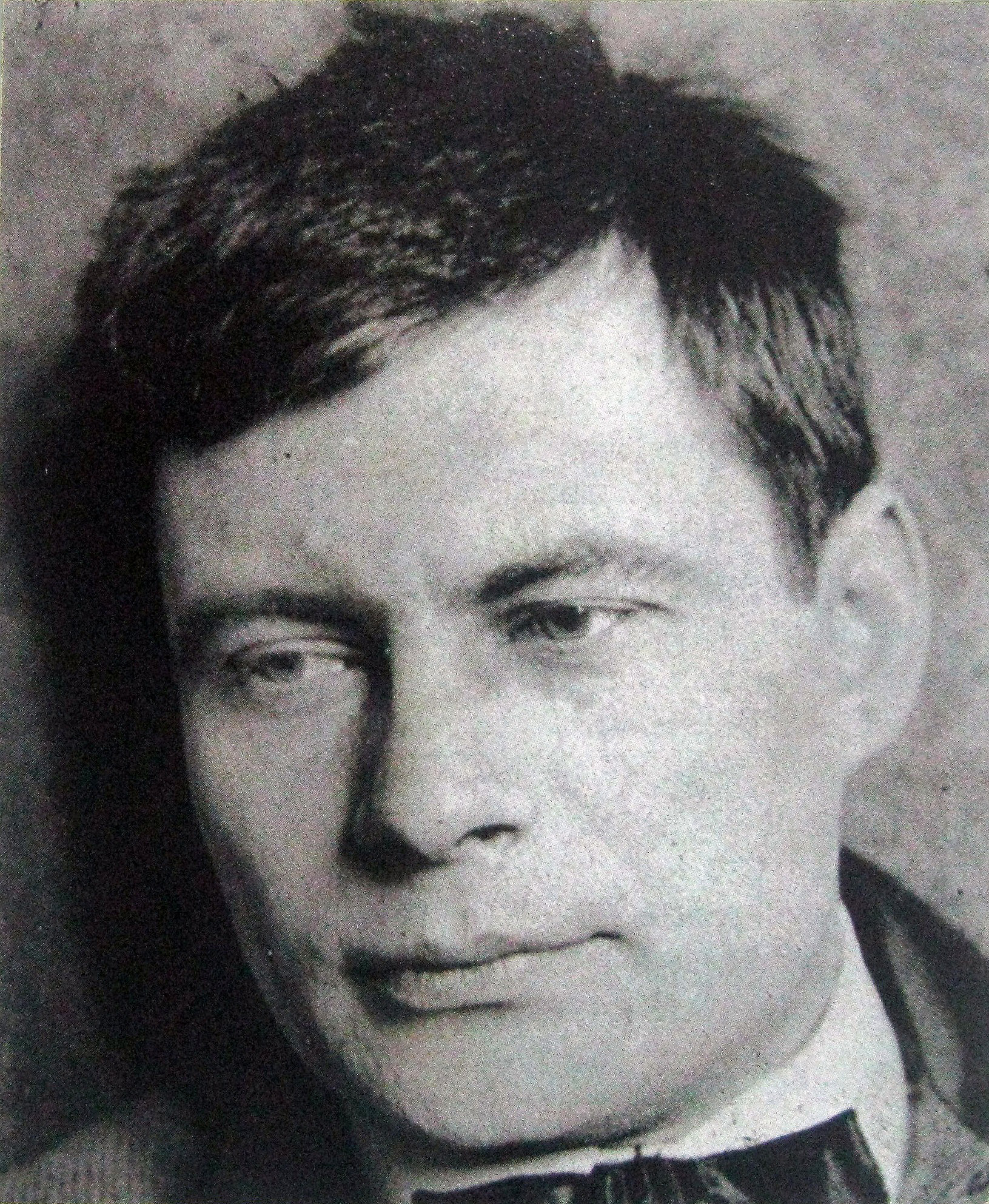
مايك يوهانسن

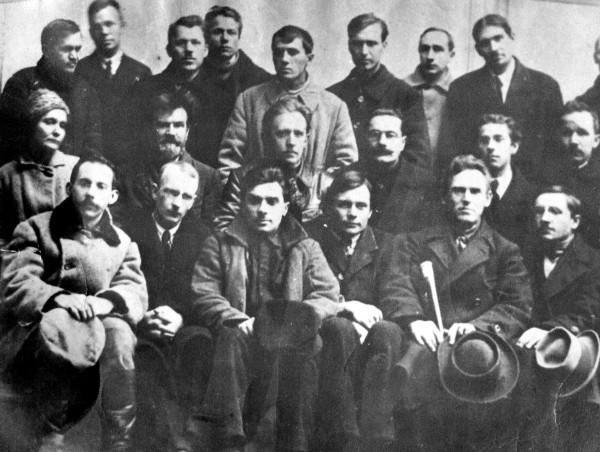
لقاء فنانين من خاركيف وكييف. كييف ، 1923. من اليسار إلى اليمين ، الصف الأول: ماكسيم ريلسكي ، يوري ميزينكو ، ميكولا خفيلوفي ، مايك جوهانسن، هريهوري ميخايلوف، ميخايلو فيريكيفسكي. الصف الثاني: ناتاليا رومانوفيتش، ميخايلو موهيليانسكي، فاسيل إيلان بلاكتني، سيرهي بيلينكو، بافلو تيتشينا، بافلو فيليبوفيتش. في الصف الثالث هي: ديمتري زاغول، ميكولا زيروف، ميخايلو خامارا، هريهوري كوشينكا، فولوديمير سوسيورا، تودوس أوماشكا، فلاديمير كورياك، ميخايلو ايفتشنكو

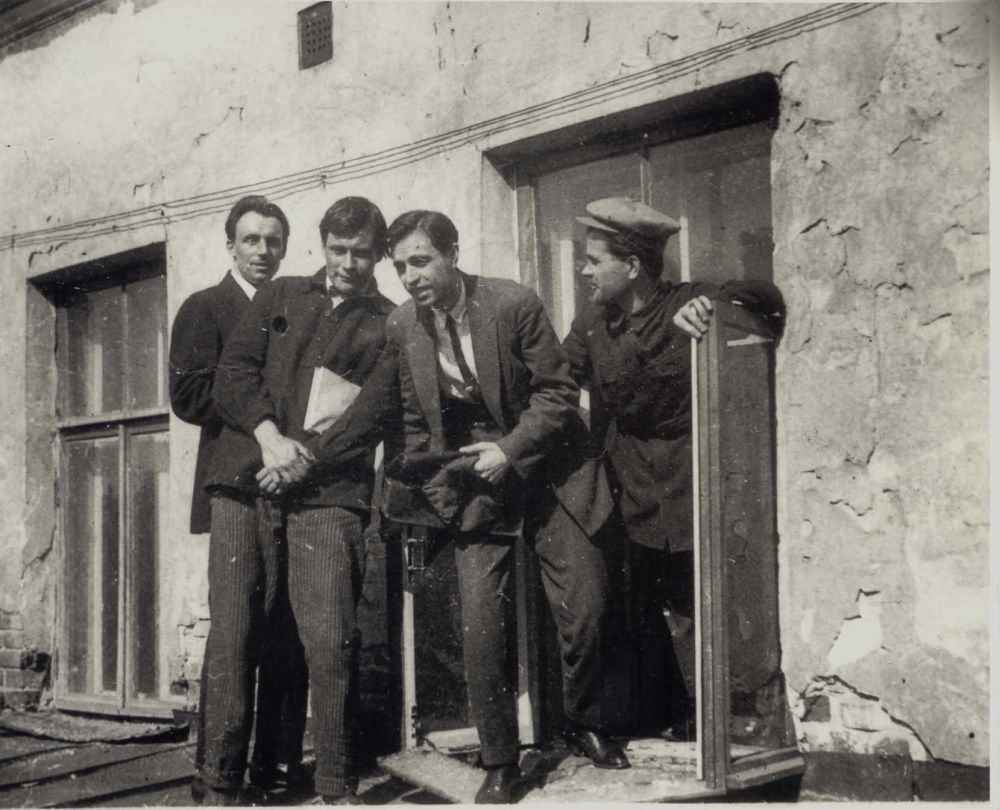
من اليسار إلى اليمين: بيتر بانش ، مايك يوهانسن ، فاسيلي فرازليفي ، هريهوري إيبيك. خاركيف ، 1926

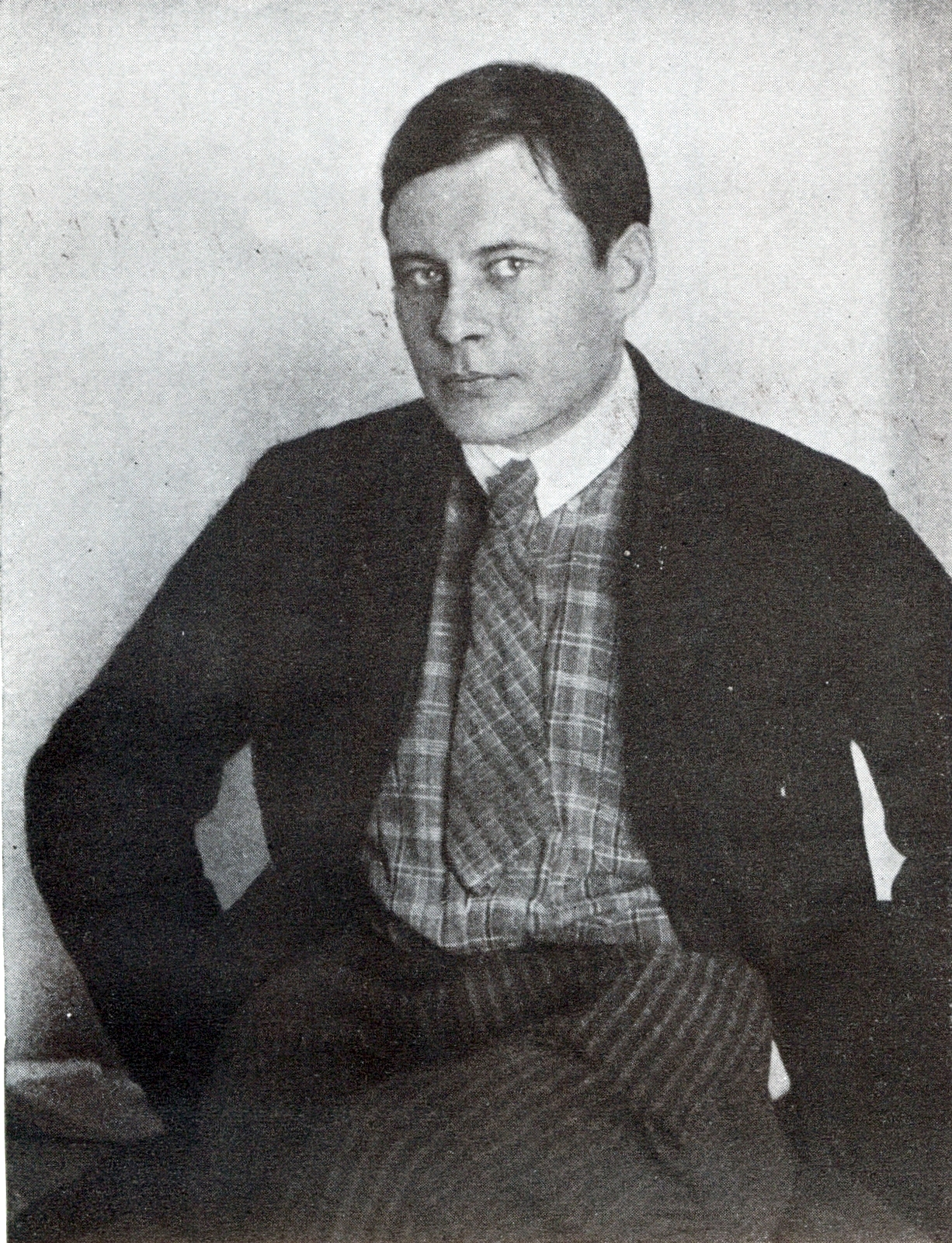
مايك يوهانسن، أواخر عشرينيات القرن الماضي

مايك جوهانسن ، واسمه الحقيقي ميخائيل جيرفاسيوفيتش جوهانسن، هو كاتب وشاهر أوكراني ولد في 28 أكتوبر 1895 في خاركيف وأعدم في حملات التطهير الستالينية في 27 أكتوبر 1937 في كييف. يعد من كتاب ما يعرف اليوم بالنهضة المشنوقة، وهو مترجم وكاتب وشاعر وناقد لغوي، وأحد مؤسسي جمعية فابليت [الإنجليزية] الأدبية.

## سيرة شخصية
ولد في خاركيف، لأب من أصل لاتفي كان يعمل مدرّسا للغة ألمانية (تشير مصادر غير مؤكدة إلى أصل سويدي أو نرويجي)، وأمه، آنا فيودوروفنا كراماريفسكايا، من ستاروبيلسك القوزاق. تلقى تعليمه الثانوي في ثانوية خاركوف الثالثة لبنين، حيث تزامل مع الشعراء المستقبليين الروس غريغوري بيتنيكوف وبوزيدار والجغرافي الأوكراني يوري بلاتونوف. تخرج من كلية التاريخ وعلم اللغات في جامعة خاركوف الإمبراطورية (1917)، حيث تخصص في دراسة اللغة اللاتينية.
في عام 1918 ، تأثر يوهانسن بالحرب السوفيتية الأوكرانية والمذابح الدموية للدينيكينيين في خاركيف التي يقول أنها قد «وضعت خطاً فاصلا في نظرته للعالم، وتبنيه الماركسية». منذ ذلك الحين بدأ في كتابة الشعر باللغة الأوكرانية  .
في عام 1921 أصبح قريبًا من فاسيل إيلان بلاكتني وميكولا خفيلوف وفولوديمير سوسيورا وغيرهم من كتاب خاركيف. وأسس معهما اتحاد الكتاب البروليتاريين «هارت» (1923). في هذا الوقت عمل محررا لمجلة جمعية السينما الأوكرانية VUFKU إلى ان استقال منها بعد نقلها من خاركوف إلى كييف في خريف عام 1926.
في عام 1925، انفصل هو ومجموعة من زملائه عن جمعية هارت وأسسوا الأكاديمية الحرة للأدب البروليتاري (VAPLITE)، وبعد أن أجبرت الجمعية على حل نفسها في يناير 1928، بدأ في إنشاء جمعية تيكنو-آرت التي نشطت في الأعوام 1928 إلى 1931 وأصدرت مجلة «يونيفرسال». ساهم يوهانسن أيضًا في تأسيس المعرض الأدبي السنوي (1928-1930)، وانضم لاحقًا إلى اتحاد الكتاب السوفيت في أوكرانيا (1934).

### وفاته
في 18 أغسطس 1937 اعتقله ضباط المفوضية الشعبية للشؤون الداخلية NKVD في شقته في خاركيف في مبنى سلوفو، ولم يخف آراؤه السياسية. أثناء الاستجوابات: ، لم يخفِ آرائه السياسية: «في محادثة مع Epic قلت أن أوستاب فيشينا ليس إرهابيا. الأبرياء يسجنون. قلت إن اعتقال الكتاب الأوكرانيين كان نتيجة ارتباك وعجز قادة الحزب والحكومة السوفيتية».
24 أكتوبر 1937 واجه يوهانسن لائحة الاتهام التالية: «منذ عام 1932، شارك في المنظمة القومية المناهضة للسوفييت التي تهدف إلى إسقاط االنظام السوفيتي بالإرهاب وأساليب التمرد المسلح. جند أربعة أشخاص للمشاركة في الانتفاضة، ووافق على المشاركة شخصيًا في هجوم إرهابي ضد قادة الحزب الشيوعي والحكومة السوفيتية». نظرفي قضية ميخائيل يوهانسن في جلسة مغلقة يوم 26 أكتوبر 1937، وحكم المجلس العسكري للمحكمة العليا لاتحاد الجمهوريات الاشتراكية السوفياتية يوهانسن "بالعقوبة القصوى - الإعدام مع مصادرة جميع ممتلكاته الشخصية. الحكم نهائي وعلى أساس قرار لجنة الانتخابات المركزية لاتحاد الجمهوريات الاشتراكية السوفياتية الصادر في 1 ديسمبر 1934  يخضع للتنفيذ الفوري ".
في 27 أكتوبر 1937، أعدم يوهانسن رميا بالرصاص في سجن الـNKVD في كييف، ووفقًا لوثائق أرشيفية، دفنت الجثة سراً في غابة بيكيفنيا. يوجد للكاتب قبر رمزي في مقبرة لوكيانيفكا.

## حياته الشخصية

### قصة طريفة
لعبت يوهانسن البلياردو بشكل جيد للغاية. بمجرد فوزه في مباراة مع فلاديمير ماياكوفسكي، خسر فيها واضطر إلى النزول تحت الطاولة وتلاوة قصيدة لبوشكين.

## أعماله
احتفظ يوهانسن بشخصية إبداعية سواء في الشعر أو النثر، وكثيرا ما لجأ إلى التجارب - مثل الجمع بين النثر والشعر في عمل واحد، والغموض. أصدر خلال حياته الأدبية التي دامت سبعة عشر عامًا ثمانية كتب شعرية، وعشرة كتب نثرية، وأربعة كتب للأطفال، واثنان في الدراسات الأدبية. من بين جميع الإبداعات تعتبر أعماله الشعرية هي الأهم في إنتاجه الأدبي، وقد أصدر ديوانه الأخير في عام 1935، ولم يكن يعتبر برنامجه الشعري مستنفذا.

### الشعر
كتب يوهانسن قصائده الأولى باللغتين الألمانية والروسية ، وأعلن نفسه شاعرًا أوكرانيًا في عام 1921 من خلال نشره في مجلة «دروب الفن» مع مجموعات «أكتوبر» و «آلارم» وحولية «ستاك».
غلبت على بداياته الشعرية الرومانسية الحالمة، ولكن الاضطرابات السياسية والاجتماعية استقطبت يوهانسن وصبغت أعماله بآمال التجديد الوطني والاجتماعي. نشر عام 1921 مجموعة قصائد «دي هوري» (بالأوكرانية: Д'горі)‏ التي تغلب عليها الألوان البطولية في تصوير عصر عصر الثورة والحرب الأهلية.
انتقل يوهانسن إلى المصادر الفلكلورية وأعاد توظيفها في ضوء أفكار عصر النهضة، كما يظهر في المجموعة الشعرية «خطوط الدائرة» (بالأوكرانية: Кроковеє коло)‏ الصادرة عام 1923). أصدر بعدها ديواني «الثورة» (بالأوكرانية: Революція)‏(1923) و «الميراث» (بالأوكرانية: Доробок)‏ (1924)، وفي عام 1929 أصدر ديوانا بعنوان «آخ» (بالأوكرانية: Ясен)‏ (1929) أظهرت نوعية جديدة من توجهات يوهانسن الإبداعية وعبرت عن الطبيعة الثورية التلقائية لدى المفكر الأوكراني الشاب. تطور الكاتب في فترة مبكرة نحو «رومانسية الكلمة النقية»، ولازم تطور الشاعر وبطله الغنائي خط إضفاء الطابع الرومانسي على الواقع اليومي وتناقضات الحياة، وأكد بطريقته الخاصة على «رومانسية الحياة اليومية».
تتميز الفترة المتأخرة من أعمال يوهانسن بجاذبية قصيدة الحبكة والقصص الشعرية والقصص الشعرية والمقالات. كانت لديه آمال كبيرة في النثر، واعتبر أشعاره «محاولات شابة» وكلماتها «قصيرة العمر وسريعة الزوال»، وكان يحلم بكتابة «لوحة رائعة» عن «خاركيف، حول التجديد الصناعي» في المدينة العملاقة.

### النثر
اعتبرت أعماله النثرية حداثية بامتياز وطليعية، وتجريبية، ووصفت بكونها مركبة وغامضة، وبانها حداثية انتقالية. أشهر تجاربه النثرية هي قصة «رحلات الدكتور ليوناردو عبر سويسرا لوبيدسكا اوكرانيا» التي صدرت عام 1928.
كتب يوهانسن عددا من سيناريوهات الأفلام، وتعاون في أكثر من مناسبة مع المسرحي ليس كورباس وفرقته «بيريزيل»، ومن بين أعماله نصوص الشاشة للفيلم الصامت «زفينيهورا» (1927) الذي يعد من الأفلام االمهمة في تاريخ السينما الأوكرانية. كتب كذلك سيناريو فيلم يوري تيوتيونيك «مرحبا على الهواء» (1927) بالتعاون مع ميكولا خفيلوفي واوستاب فيشينا.
شارك يوهانسن أيضا في مشاريع لغوية أوكرانية مهمة، فساهم في وضع قواعد الكتابة باللغة الأوكرانية التي تقررت عام 1928، وعمل على لتننة الكتابة الأوكرانية، وقدم دراسات عن عمل القواميس والضبط الصوتي، وكذلك دراسات في لفظ اللغة المحكية الفصحى والدارجة، خاصة في منطقتي شيشاكي ومورهود. أصدر في 1922 كتابا عن قواعد الشعر الأوكراني، وفي 1926 عن بناء القصة القصيرة، وقاموسا روسيا-أوكرانيا، وفي عام 1929 قاموسا للأمثال الشعبية الروسية والأوكرانية.

### الترجمات
عرف يوهانسن، بصفته خريج مدرسة القواعد الكلاسيكية، اليونانية القديمة واللاتينية والألمانية والفرنسية، كما تعلّم الإنجليزية والإسبانية بمفرده، وكان يعرف اللغات الاسكندنافية والسلافية جيدًا. تشمل ترجماته أعمال فريدريش شيلر وويليام شكسبير وإدغار آلان بو وروديارد كيبلينج وهربرت ويلز وفالنتين كاتاييف وآخرين.
عن مهاراته اللغوية يعلّق الكاتب يوري سموليتش:
عندما وصل الأيتام الإسبان إلى أوكرانيا أثناء الحرب، رأيت إجادة يوهانسن اللغة الإسبانية بأم عيني في محادثة له مع فتاة إسبانية في العاشرة من عمرها. بعد ذلك تولى على الفور ترجمة المحادثات مع الأطفال الإسبان - من الإسبانية إلى الأوكرانية ومن الأوكرانية إلى الإسبانية - إلى جميع الكتاب الذين كانوا في الفريق الذي جاء لزيارة الأطفال الإسبان في بوميركي وفي دارشا. وعندما عاد إلى المنزل أخذ كتابًا إسبانيًا وقرأه بحرية، وفي غضون أيام قليلة نشر مايك ترجمات للشعر الإسباني.

## تكريم بعد وفاته
يوجد للكاتب قبر رمزي في مقبرة لوكيانيفكا.
احتفل بذكرى ميلاده الـ 120على المستوى الوطني في أوكرانيا.
.